# Matthew Lipman
Matthew Lipman (Vineland, Nova Jersey, 24 de agosto de 1923 - West Orange, Nova Jersey, 26 de dezembro de 2010 ) foi um filósofo americano, reconhecido como fundador da filosofia para crianças. Sua decisão de trazer a filosofia para os jovens decorreu de sua experiência como professor na Columbia University, onde Lipman constatou a dificuldade dos seus alunos para raciocinar. Assim, procurou desenvolver-lhes a habilidade de raciocínio particularmente através do ensino da lógica. A crença de que as crianças têm a capacidade de pensar abstratamente desde muito cedo levou-o à convicção de que incluir a lógica na educação infantil ajudaria a melhorar sua habilidade de raciocinar.
Em 1972, Lipman trocou Columbia pelo Montclair State College, onde criou o Institute for the Advancement of Philosophy for Children (IAPC),  e começou a introduzir a filosofia nas classes K-12 (educação primária e secundária)  de Montclair. Naquele ano, ele também publicou seu primeiro livro Harry Stottlemeier's Discovery, especificamente destinado a ajudar as crianças na prática da filosofia. O IAPC continua a atuar em âmbito internacional para promover a filosofia para crianças.